# Panterpe insignis
O beija-flor-garganta-de-fogo ou colibri-garganta-de-fogo (nome científico: Panterpe insignis) é uma espécie de ave apodiforme pertencente à família dos troquilídeos, que inclui os beija-flores. Sendo o único representante do gênero Panterpe, que é monotípico, também é, consequentemente, a espécie-tipo deste gênero. Pode ser encontrada em altitudes entre 1600 e 3200 metros, desde o sudoeste da Costa Rica ao norte do Panamá.

## Etimologia
O nome do gênero deriva do termo em grego antigo παντερπής, panterpēs, significando literalmente algo como "perfeito, delicioso"; um descritor específico da espécie, insignis, significa "extraordinário, magnífico". Por último, eisenmanni, que caracteriza uma de suas subespeciações, caracteriza-se por uma dedicatória ao estadunidense-panamenho Eugene Eisenmann, a quem Frank Gary Stiles agradeceria, em sua pesquisa taxonômica, com uma inspiração para a escrita deste mesmo com a falta de reputação destes estudos nos âmbitos científico e zoológico.

## Descrição
Geralmente, os espécimes desta espécie apresentam um comprimento médio de 10.5 a 11 centímetros. Os espécimes machos possuem peso mediano de cerca de 5.9 a 6.2 gramas, enquanto isso, suas fêmeas são levemente menores, pesando entre 4.9 a 5.2 gramas. Ambos os sexos são visualmente similares, com seu dimorfismo sexual quase inexistente. São beija-flores com iridescência extremamente acentuada, com sua plumagem, que é majoritariamente negra e com uma coroa azul-cobalto. As costas, por outro lado, são um verde-brilhante metálico, que se tornam azuladas nas coberteiras, enquanto a cauda é azul-escura, e quase negras. A região central da garganta é laranja rosado e acobreado brilhante; os lados são verdes-dourados. Possui uma mancha azul-violeta no centro do tórax e o resto das partes inferiores são verde-brilhantes até verde-azulada. A subespécie eisenmanni é um pouco menor que a nominal insignis, além do bico ser muito mais curto. A plumagem preta no pescoço estende à parte superior das costas e o azul-violeta do peito se estende até a barriga. As coberteiras existentes na cauda superior são principalmente azuis.

## Sistemática e taxonomia
Esta espécie foi descrita primeiramente em 1860, por Ferdinand Heine, Jr. juntamente ao notável ornitólogo francês Jean Cabanis, com este primeiro sendo filho do colecionador Ferdinand Heine, responsável pelas coleções dos holótipos de muitas espécies, incluindo o beija-flor-garganta-de-fogo, através do espécime da Costa Rica. Por meio de análises, confirmou-se que essa espécie possui parentesco com outros colibris, pertencentes à tribo Lampornithini, na subfamília dos troquilíneos.
Por ser o único representante de seu gênero, este se classifica como um monotipo, com a espécie sendo uma espécie-tipo. Esta apresenta duas subespécies, sendo estas insignis e eisenmanni. Esta última, mais recente, foi descrita por Frank Stiles, anteriormente à publicação de seu guia abordando as espécies costa-riquenhas de aves, em 1985.
- Panterpe insignis insignis (Cabanis & Heine, 1860) — subespécie nominal, pode ser encontrada desde o centro-norte da Costa Rica, na cordilheira de Tilarán, ao oeste panamenho
- Panterpe insignis eisenmanni (Stiles, 1985) — pode ser encontrada restritamente no noroeste da Costa Rica, na cordilheira de Guanacaste

## Distribuição e habitat
A subespécie nominal do colibri-garganta-de-fogo é encontrada na Cordilheira de Tilarán, no centro-norte da Costa Rica, a sudeste das províncias de Bocas del Toro e Chiriquí, no extremo oeste do Panamá. Outra subespécie, eisenmanni, está restrita à Cordilheira de Guanacaste, no noroeste da Costa Rica. Esta espécie habita uma variedade de paisagens arborizadas, que inclui as florestas montanhosas, florestas nubladas e bosques pigmeus. Além disso, ocorre em paisagens mais abertas como a borda inferior do páramo, nas floresta secundária e pastagens com muitas árvores. Ele permanece principalmente no dossel da floresta, mas ocorre em arbustos baixos na borda da floresta e em clareiras. No norte e centro-norte da Costa Rica ocorre em elevações de 1600 metros acima do nível do mar a cumes de até 2000 metros; mais ao sul, nas montanhas mais altas, variando desde 2200 até 3200 metros.

## Comportamento
É uma espécie parcialmente migratória, em algumas partes desta distribuição sendo observada migrando para altitudes inferiores, embora raramente abaixo de 1400 metros acima do nível do mar.

### Alimentação
Se alimenta do néctar retirado de uma variedade de pequenas flores, incluindo as de ericáceas epífitas, bromélias, arbustos e pequenas árvores. Em flores muito profundas para seu bico, ele pega néctar de buracos feitos por si mesmo, abelhas e perfuradores de flores. A espécie é agressiva e dominante sobre a maioria dos outros colibris. Os machos defendem os territórios de alimentação durante a época de reprodução, mas permitem que as fêmeas se alimentem; ambos os sexos defendem territórios pós-criação. Além do néctar, a espécie captura pequenos artrópodes enquanto voa e, às vezes, por meio da coleta da folhagem.

### Reprodução
A época de reprodução do beija-flor-garganta-de-fogo na Costa Rica vai de agosto a janeiro. A fêmea é inteiramente responsável pela construção do ninho e incubação. Ela põe dois ovos brancos em um volumoso ninho de fibras vegetais cuja parte externa é coberta de musgo e líquen. O ninho é normalmente colocado de dois a quatro metros de altura no final de uma haste de bambu descendente ou em uma radícula sob um depósito.

### Vocalização
O beija-flor-garganta-de-fogo não parece ter um canto verdadeiro. Uma chamada é "um repetido nasal, estridente 'kek...kek...', dado em [uma] série rápida". Outra é "um líquido complexo e rápido gorjeio com súbitos aumentos estridentes de tom".